# Black Strat
A „Black Strat” (teljes nevén Black Stratocaster) egy híres, 1969-es Fender Stratocaster elektromos gitár, mely a Pink Floyd szólógitárosának, David Gilmour-nak egyik fő hangszere volt. Eredeti változatának sorozatszáma: 266936. A Black Strat mindig is visszatérő momentum a Pink Floyd történetében, mivel az 1970-es Bath Fesztiváltól kezdve egészen a 2005-ös Live 8 fellépésen keresztül, a mai napig fontos kelléke maradt Gilmour szólókarrierjének. A nyaktól, a koptatón keresztül, egészen a hídig a gitár számos része megváltozott az évek során, ennek ellenére folyamatosan Gilmour első számú hangszerének számít.
Az eredeti példány hírnevét erősíti, hogy 2008. szeptemberétől a Fender Custom Shop is értékesít az eredeti Black Strat specifikációjával megegyező gitárokat, valamint a „Custom Artist Series” részeként annak pontos másolatait is Fender David Gilmour Signature Stratocaster néven. Phil Taylor, Gilmour gitártechnikusa, még egy könyvet is írt a hangszerről The Black Strat címmel, melyet 2008-ban adtak ki.

## Története
Az alap 1969-es modellt Gilmour a New York-i Manney's hangszerboltban vásárolta 1970 májusában, s az első nyilvános szereplése az 1970-es Bath Fesztiválon volt. Nagyon sok történet és híresztelés övezi a Black Strat-et. Phil Taylor The Black Strat című könyvében rengeteg minden le van írva a gitárról, s végre beigazolódik, hogy tényleg csak ezt a gitárt használta David a Live at Pompeii-es felvételek során, ahol még az eredeti fehér koptató van a gitáron. 1974-ben viszont a Pink Floyd King’s Cross-béli próbáin Gilmour lecserélte egy feketére. A hangszer ekkor kapta a „Black Strat” becenevet, mivel hangszedőit leszámítva teljesen fekete színben pompázott, amivel igen feltűnő külsőre tett szert a többi gitár mellett. Ettől kezdve nagyon sok változáson ment át a gitár az évek alatt.

### 1972 – 1975
1972 júniusában az eredeti jávorfából készült nyakat egy 1963-as paliszanderre cserélte David az 1959-es sunburst Stratocaster-jéről, amit már 1970 óta használt. A Black Strat paliszander nyaka egészen a The Wall 1978-as felvételéig megmaradt a gitáron. 1973-ban egy Gibson humbucker hangszedő került a nyaki és a hídi hangszedők közé, bár nem maradt ott sokáig. Miután David jó néhány hangszedővel kipróbálta a gitárt, az akkori alkatrészeket egy 1971-es gitárjának a koptatólapjára és hangszedőire cserélte le, amelyből a nyaki és a közép hangszedők, továbbá a potmétersapkák a mai napig a gitár alkatrészei.

### 1976 – 1978
Az eredeti Fender hídi hangszedő egy DiMarzio FS-1-re lett lecserélve az Animals 1976-os felvételei során. A hangszedő viszonylag egész sokáig megmaradt, kezdve az Animals turnéval, David első albumán át végül a The Wall albumig 1979-ben, mivel a The Wall 1980-as turnéján már egy Seymour Duncan SSL-1 volt helyette, ami a mai napig a gitárban van. 1978-ban az első szólóalbumának a felvételénél, David egy kis kapcsolót épített a gitárba, amivel a nyaki hangszedőt tudta összekombinálni vagy a közép, vagy a hídi hangszedővel.

### 1979 – 1982
A The Wall felvételek alatt és az azt követő turnén, 1980 és 1981 között a Black Strat volt David fő gitárja. Az 1963-as paliszander nyakat ekkora lecserélte egy saját, 21 bundos Charvel jávorfa nyakra, rajta egy hamis Fender logóval. 1982 elején Grover Jackson egy saját, 22 bundos jávorfa nyakat készített a gitárnak, amely szintén egész sokáig megmaradt a gitáron, a A fal című film felvételeitől egészen a The Final Cut és az About Face albumokig és turnéig.

### 1983 – 1997
1983 végén az eredeti híd le lett cserélve egy Kahler nevű tremolórendszerre, s mivel túl nagy hézag maradt a gitár hátuljánál, ezért egy kis fával próbálták bepótolni a lyukat. David ehhez egy rövidített tremolókart használt, s használ is mind a mai napig. 1986-ban a gitárt a dallasi Hard Rock Cafe-nak adományozták egészen 1997-ig, azzal a megállapodással, hogy Gilmour bármikor visszakaphatja, amikor csak szüksége van rá. David és Phil Taylor vissza is kérte '97-ben, ám mivel nem ápolták a hangszert és nem igazán vigyáztak rá, ezért az állapota eléggé rossz lett, így Charlie Chandler teljesen feljavította a Black Strat-et. Ennek következtében a Kahler tremolórendszer le lett cserélve egy eredeti Fender tremolórendszerre és a Charvel nyak egy Fender ‘57 reissue-ra lett leváltva.

### 2003 – napjainkig
Abban a dokumentumfilmben, amit a BBC készített a The Dark Side of the Moon-ról, David a Black Strat-et használja a Breathe és a Time daloknál. A gitár az Interstellar Exhibition nevű kiállításon is szerepelt Párizsban, 2003 és 2004 között. Később is ez a gitár volt látható Gilmour kezében, mégpedig a 2005 júliusban tartott Live 8 koncerten. A fellépés után és az On an Island felvétele közben a gitárnak újra lecserélték a nyakát egy újra, amely David egyik krém színű 1957-es reissue Strat-járól származik, amit még 1983-ban vásárolt.

### Eladása
2019-ben Gilmour felszerelésének nagy részét jótékonysági céllal árverésre bocsátotta, melynek legdrágább tétele volt a Black Strat. 2019. június 20-án 3.975.000 dollárral ez a gitár lett az addig jótékonysági árverésen valaha elkelt legdrágább gitár. A vevő a híres gitárgyűjtő és az Indianapolis Colts amerikai futball csapat tulajdonosa Jim Irsay.

### Mérföldkövek

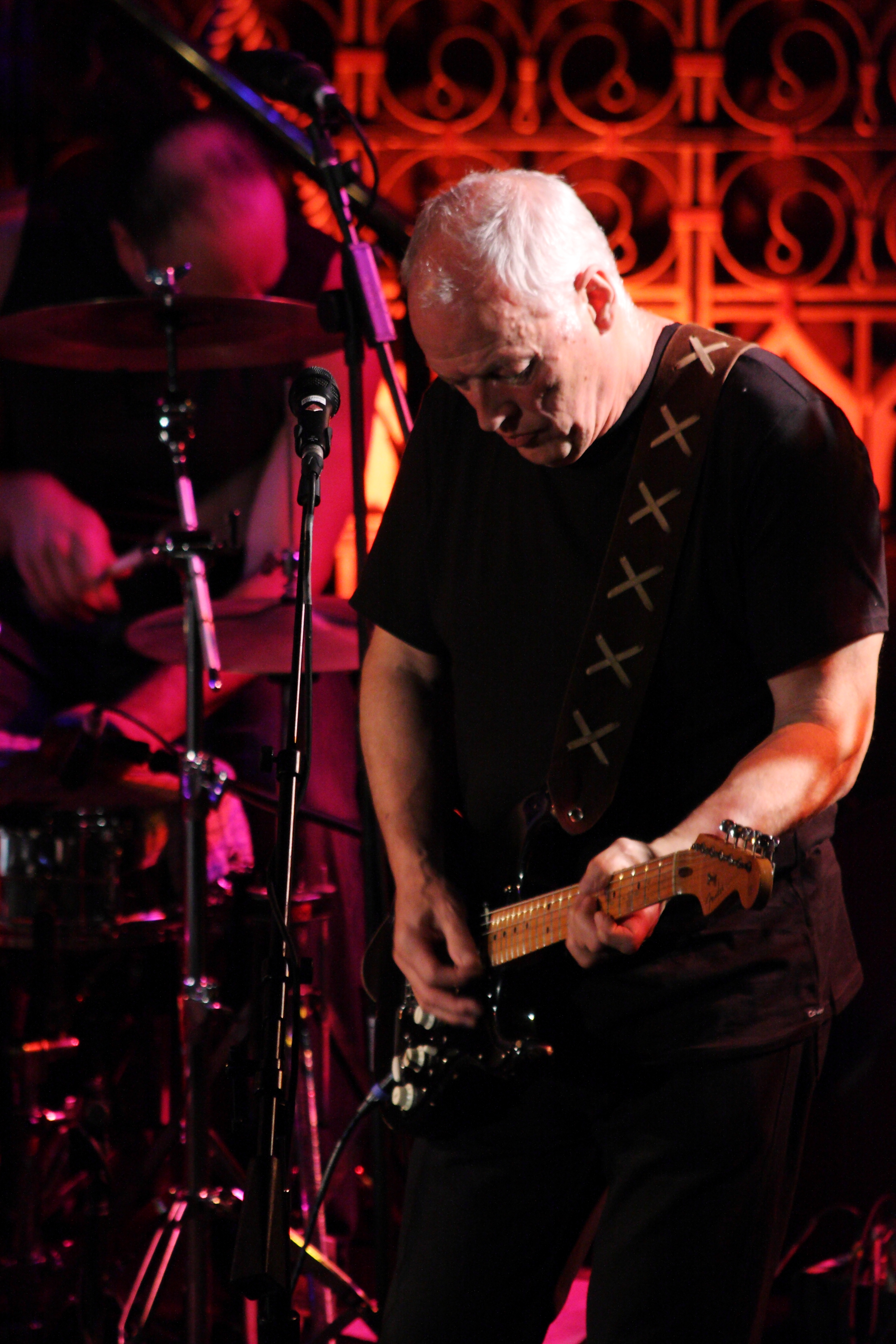
David 2009-ben a „titkos”, hajléktalanokat segítő Crisis koncerten az Islington város Union Chapel nevű templománál.

- 1969: Az eredeti gitár kikerül a Fender összeszerelő üzeméből.
- 1970: A gitárt megvásárolja David Gilmour, a New York-i Manney's hangszerüzletben.
- 1972: Az eredeti jávor-fogólapos nyakat lecserélik Gilmour egyik felesleges Stratocasterének paliszander fogólapos nyakára. Az új nyak egészen 1978 végéig, a The Wall felvételeiig marad a gitáron.
- 1973: Egy rövid időre beépítettek egy Gibson típusú humbucker hangszedőt a közép, és a híd oldali egység közé, de ez csak egy rövid ideig maradt a gitáron.
- 1974: Az eredetileg fehér színű koptatót feketére cserélik Londonban – innen a „Black Strat” becenév.
- 1976: Az eredeti Fender híd oldali hangszedőt az Animals felvételeinek idejére DiMarzio FS-1 típusúra cserélték, mely használatban maradt Gilmour első szólólemezének felvételeire 1978-ban, majd a The Wall felvételeire is 1979-ben.
- 1978: Beszerelnek egy többállású hangszedőváltó-kapcsolót, melynek segítségével lehetőség nyílik a híd, és nyak állások együttes használatára.
- 1980: A fenti hangszedőt külön a The Wall turné kedvéért egy egyedi tekercselésű Seymour Duncan SSL-1 modellre cserélik, mely a mai napig a gitárban maradt.
- 1981: A paliszander fogólapos nyakat egy egyedi, 21 érintős, Charvel márkájú jávorfa nyakra cserélik hamis Fender logóval a fejen.
- 1982: A nyakat ismét lecserélik, ezúttal egy egyedi 22 érintős jávorfára, melyet Grover Jackson, a Jackson Guitars alapítója készített.
- 1983: A hidat lecserélik egy Kahler-tremolóra, ami miatt ki kellett vájni a test egy részét.
- 1986: A gitárt 1997-ig a dallasi Hard Rock Cafeban tartják, azzal a megállapodással, hogy Gilmour bármikor visszakapja, amikor csak szüksége van rá.
- 2019: A gitár jótékonysági árverés keretében gazdát cserél. 3.975.000 dolláros árával az addig jótékonysági árverésen valaha elkelt legdrágább gitárnak számít.

## Felépítése

### Eredeti specifikáció
- Test: 1969-es égerfa test, három tónusú sunburst lakkozással.
- Nyak: 1969-es jávorfa nyak.
- Hangolókulcsok: valószínűleg az 1969-es modell eredeti Fender kulcsai.
- Hangszedők: valószínűleg az 1969-es modell eredeti Fender hangszedői.
- Híd: valószínűleg az 1969-es modell eredeti Fender hídja.

### Jelenlegi specifikáció
- Test: 1969-es égerfa test eredetileg három tónusú sunburst lakkozással, melyre fekete festés került. A koptató egyrétegű 0,12 hüvelykes fekete műanyag.
- Nyak: 1983-as ‘57 reissue C-formájú jávorfa nyak. 7,25 hüvelykes rádiszú, szintén jávorfa fogólap 21 vintage stílusú érintővel.
- Hangolókulcsok: Fender/Gotho gyártmányú vintage kulcsok.
- Hangszedők: Eredeti 1960-as Fender hangszedők a nyak, és középállásban, valamint egyedi Seymour Duncan custom SSL-1 híd oldali pickup. A hangszedők közül egyedi módon lehetőség van a híd, és nyak állások együttes használatára is.
- Híd: Vintage stílusú synchronized tremoló 4,25-ösre rövidített tremolókarral, mely  1997-ben került a gitárra.

### Általános módosítások
A hangszer rengeteg változáson ment át éveken keresztül, kezdve a gitár hangzásának javításától egészen a zajkibocsátás csökkentéséig. Növelték a földelést, aminek érdekében fóliát helyeztek el a koptatólap mögé. A hangerő és a tónus szabályzó potmétereket pedig a jack aljzat kimenetéhez kötötték, hogy így kiküszöbölhessék a rossz csatlakoztatást. Ahhoz, hogy a gitár ne nagyon hangolódjon el, a koptatólap híd felőli külső csavarjait lerövidítették, a középen találhatóakat pedig kiszedték. David három rugót használ a tremolóhoz.

## Albumok és koncertfelvételek

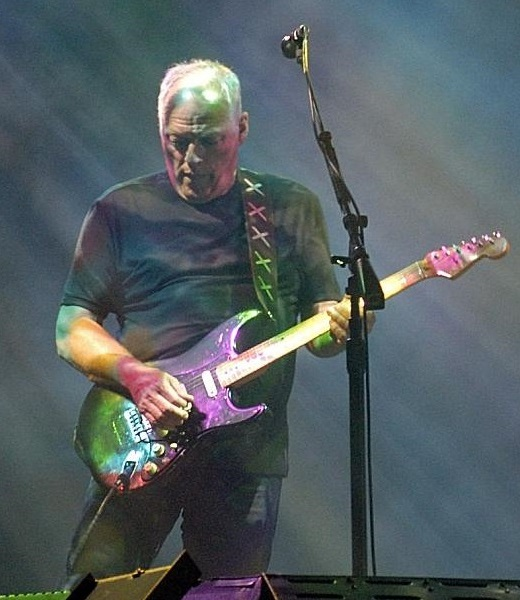
Gilmour 2006. július 29-én Németországban, Münchenben az On an Island turné alatt.

A Black Strat gyakorlatilag minden fontosabb Pink Floyd koncerten, valamint albumon szerephez jutott. A nagyszabású fellépések közül nem szerepelt ugyanakkor sem a Delicate Sound of Thunder, sem a P•U•L•S•E koncertfilmeken, ahol Gilmour piros Stratocaster-t használt elsőszámú hangszerként. A következő listán játszott azok a felvételek, koncertek láthatóak, ahol David a Black Strat-et használta:
- 1971 – Meddle
- 1971 – Pink Floyd: Live at Pompeii
- 1972 – Obscured by Clouds
- 1973 – The Dark Side of the Moon
- 1975 – Wish You Were Here
- 1977 – Animals
- 1978 – David Gilmour
- 1979 – The Wall
- 1982 – The Final Cut
- 1984 – About Face
- 1984 – David Gilmour Live at Hammersmith Odeon
- 2006 – On an Island
- 2006 – Remember That Night
- 2006 – Live in Gdańsk